# Елвін Ейлі
Елвін Ейлі (англ. Alvin Ailey, 5 січня 1931, Роджерс, штат Техас — 1 грудня 1989 року, Нью-Йорк) — американський танцівник і хореограф, засновник «Американського театру танцю Елвіна Ейлі», який вніс значний внесок у популяризацію сучасного танцю і в появу чорношкірих танцівників і афро-американської культури на танцювальній сцені XX століття.

## Біографія

### Дитинство й юність
Елвін Ейлі народився 5 січня 1931 року в родині Елвіна і Лулу Елізабет Ейлі. Його матері було всього 17 років, батько залишив сім'ю через півроку. Як і багато афро-американців, які жили в Техасі під час Великої депресії, Ейлі з матір'ю, яка з трудом знаходила роботу, часто переїжджали з місця на місце. Елвін зростав в умовах расової сегрегації, насильства і лінчування темношкірих. Коли йому було п'ять років, компанія білих американців зґвалтувала його матір, після чого він став боятися білих. Знайомство з Південною баптистською церквою і джук-джойнтами прищепили йому почуття гордості за свою расу, що згодом яскраво проявилося в його хореографічних роботах.
Восени 1942 року, в розпал кампанії на підтримку воюючою армії, мати Ейлі в компанії інших чорношкірих американців поїхала до Лос-Анджелеса в надії знайти там добре оплачувану роботу. Елвін залишився в Техасі до кінця навчального року, а потім переїхав до матері у Каліфорнію. Почавши навчання у районі, більшість жителів якого були білими, він відчував себе не в своїй тарілці і незабаром був змушений перевестися в школу, розташовану в районі, де переважало кольорове населення.
Ейлі навчався в школі Джорджа Вашингтона Карвера, потім вступив до школи Томаса Джефферсона. Він співав спіричуелс у хорі, писав вірші і процвітав у вивченні іноземних мов. Незважаючи на те, що він регулярно відвідував спектаклі «Лінкольн-театру» і театру «Орфей», він не замислювався про танці, поки у 1949 році його шкільна подруга Кармен Де Лавалейд не привела його в студію Лестера Гортона. Уроки Гортона справили великий вплив на Ейлі, саме вони заклали основи його танцювальної техніки.
Перші два роки Ейлі приховував від матері, що займається танцями. У той же час, перспектива стати професійним танцівником не приваблювала юнака: він вивчав романські мови в різних каліфорнійських університетах, а також вивчав творчість Джеймса Болдвіна, Ленгстона Г'юза і Карсон Маккалерс. У 1951 році задля продовження навчання він переїхав до Сан-Франциско, де познайомився з Маргарит Джонсон. Створивши дует «Ал і Рита», вони разом виступали в нічному клубі. Ейлі також підробляв офіціантом і танцював в клубі New Orleans Champagne Supper Club. Зрештою, він повернувся до Каліфорнії і продовжив навчання в студії Гортона.

### Танцювальна трупа Гортона
Починаючи з 1953 року Ейлі весь свій час присвячував заняттям у Гортона. Як і інші студійці, крім класичного і сучасного танців він вивчав живопис, театр і музику, освоював створення декорацій і костюмів. Увійшовши до складу трупи Гортона, він дебютував у його постановці Revue Le Bal Caribe. У цей період він також знявся в декількох голлівудських фільмах.
У 1953 році Лестер Гортон несподівано помер і трупа залишилася без художнього керівника. Контракти вимагали нових постановок, і, за відсутності інших охочих, місце вчителя зайняв Ейлі. Незважаючи на молодість і недостатність досвіду (до цього він встиг поставити лише один навчальний танець), він приступив до постановки вистав, розробки декорацій і костюмів, підбору танцюристів і навіть виступив режисером одного з шоу. Свою першу постановку, яка демонструвала фізичну силу Джеймса Труїтта і красу і акторські здібності Кармен Де Лаваллейд, Ейлі присвятив своєму вчителеві.

### На Бродвеї
У 1954 році Елвін разом із Кармен грали на Бродвеї, в мюзиклі «Квітковий дім» (режисер Пітер Брук, хореограф — Джофрі Холдер). У 1956 році він танцював у мюзиклі Sing, Man, Sing, у 1957 році — виконував соло в «Ямайці».

### Театр танцю Елвіна Ейлі

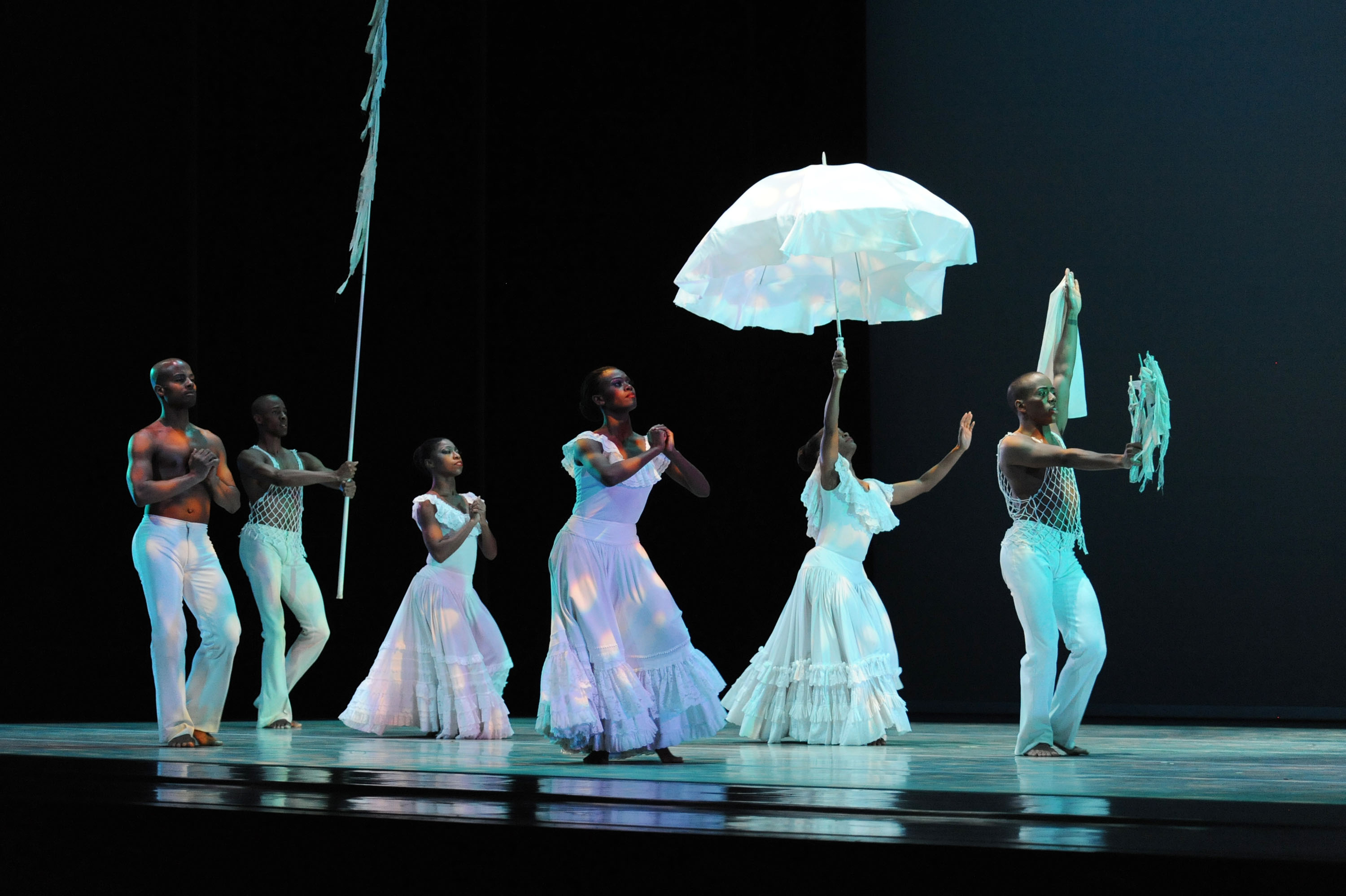
Вистава Revelations у виконанні Театру американського танцю Елвіна Ейлі (2011)

У Нью-Йорку 1950-х Ейлі не міг знайти нічого подібного до техніки Гортона. Стиль Доріс Гамфрі і Хосе Лімона його не влаштовував, хореографію Марти Ґрем він порахував «дивною і манірної». Не знайшовши собі потрібної трупи, Ейлі вирішив працювати самостійно. У 1958 році він створив власну танцювальну трупу — Театр танцю Елвіна Ейлі, перший виступ якої відбулося 30 березня 1958 року.

### Особисте життя
У 1950-ті роки з'явилися дані, що Ейлі мав романтичні стосунки з Девідом Мак-Рейнольдсом.
Елвін Ейлі помер 1 грудня 1989 року в віці 58 років. Щоб позбавити матір соціальних наслідків, він умовив доктора оголосити, що причиною його смерті була дискразія, а не СНІД.

## Творчість
Уся творчість Елвіна Ейлі пронизана особливою увагою до культури чорного населення США. Його постановки відрізняють емоційна насиченість і глибока людяність. З величезним темпераментом, рідкою переконливістю він розповідає про наївну віру, про мрії і радощі, про страждання і довготерпіння чорної людини в Америці.
У своїх роботах хореограф активно використовував негритянський фольклор, джаз, спіричуел і госпел. Прагнучи до цілісного ефекту, він приділяв пильну увагу костюмам, освітленню, гриму, емоційній виразності виконавців, нерідко використовував декорації і різний реквізит для досягнення потрібного театрального ефекту.
Серед його ранніх робіт виділяється поставлена на блюзову музику «Блюзова сюїта» (1958), успіх якої визначив стиль хореографа.
Найбільш значущою і відомою роботою Ейлі є балет «Одкровення» (1960), який спочатку замислювався як продовження дослідження негритянської музичної та культурної спадщини, розпочатого в «Блюзовій сюїті».
У 1969 році Ейлі був запрошений до Американського театру балету для постановки балету «Ріка» на музику Дюка Еллінгтона. Як хореограф, він був радий попрацювати з найкращими силами трупи, зокрема, з балериною Саллі Вілсон, однак керівництво наполягло на тому, щоб роль соліста була відведена чорношкірому танцівникові, в таланті якого сам хореограф сумнівався.
У 1971 році Ейлі поставив танцювальне соло «Плач», присвятивши його своїй матері і всім чорношкірим жінкам.
Всього для своєї трупи Ейлі поставив 79 танцювальних творів.

## Постановки
- 1958 — «Блюзова сюїта»
- 1960 — «Одкровення»
- до 1962 — «Тріумф праху» (за п'єсою Федеріко Гарсія Лорки «Дім Бернарди Альби»)
- 1969 — «Мова Мазекели», «Ріка»
- 1971 — «Плач»
- «На честь Дюка Еллінгтона»

## Техніка танцю
У своїх роботах Елвін Ейлі знаходив застосування будь-якій танцювальній техніці, яка підходила для втілення драматичного задуму. Поєднуючи рухи класичного танцю з джаз-танцем, танцем модерн і африканським танцем, хореограф створив власний еклектичний хореографічний стиль, що відрізняється силою, амплітудою і динамічністю рухів у поєднанні з тікучою пластичністю гнучкого тіла.
У його техніці можна побачити вплив Марти Ґрем, Гані Гольм, Доріс Гамфрі, Ганни Соколової та, особливо, — Лестера Гортона. Він вимагав від танцівників виворотних, дотягнутих у колінах і ступнях ніг («балетний низ») при експресивному торсі («сучасний верх»).
Танцівники, які працювали з Ейлі в його групі, потрапляли туди, маючи різну підготовку — від класичного балету до хіп-хопу, проте хореограф не вчив їх специфічній техніці перш, ніж вони почнуть виконувати його хореографію. Тут він був кимось на кшталт джазового диригента, що дозволяє виконавцю привнести свій унікальний стиль до запропонованої хореографії. Ця відкритість індивідуальному внеску з боку виконавця співвідносить хореографію Ейлі з іншими формами афро-американського мистецтва, такими як біг-бенд або джаз.

## Визнання
- 1977 — Медаль Спінгарна Національної асоціації сприяння прогресу кольорового населення[13]
- 1988 — премія Центру Кеннеді

У 1992 році Елвін Ейлі був уведений до Зали слави Національного музею танцю (посмертно)